# Be2
El sitio de encuentros be2 es una de las páginas de relaciones personales más importantes internacionalmente (los datos de Nielsen Net Ratings de 2010 sitúan a la web por delante de Match y Meetic en cuanto a usuarios únicos). Se trata de la única empresa de entre las líderes en el mercado que continúa a cargo de su fundador y no ha pasado a formar parte de un gran grupo empresarial. 
be2 cuenta con representación en 37 países de todo el mundo. La sede de la empresa se encuentra en Zúrich, desde donde be2 Holding AG coordina las actividades conjuntas del grupo. Las actividades dentro de la Unión Europea se dirigen a través de be2 S.à.r.l. desde Luxemburgo. El mercado estadounidense cuenta con su propia sociedad filial, be2 LLC. El resto de la gestión internacional se dirige desde be2 GmbH en Zúrich. El nombre de la empresa deriva de la expresión en inglés “be two” (ser dos, en infinitivo). 

## Historia
Robert Wuttke, empresario dedicado al sector en línea, fundó be2 como servicio de relaciones personales para Alemania (www.be2.de) en abril de 2004. El sitio de encuentros alemán se lanzó al mercado el 1 de abril de 2004. En julio de 2004, el servicio comenzó a operar en España. Durante los años posteriores y hasta la actualidad, la compañía continuó expandiendo sus servicios a países de todo el mundo; entre aquellos de habla hispana, be2 está presente en México (desde noviembre de 2006), Chile y Argentina (mayo de 2007), EEUU hispano (noviembre de 2007) y Colombia y Venezuela (febrero de 2009). 
be2 ha crecido con rapidez desde su fundación, apoyándose principalmente en una sólida estrategia de internacionalización.

## Datos
be2 cuenta con más de 19 millones de usuarios registrados en todo el mundo y 1.716.268 en España, lo que convierte a la página en uno de los sitios de encuentros más relevantes del mercado español, junto con eDarling, Parship y Meetic. Según los datos de la empresa, la distribución por sexos de los usuarios está equilibrada, con un número ligeramente superior de perfiles femeninos (57%).

## Metodología
El sitio de encuentros be2 basa su sistema de emparejamiento de perfiles de un test de personalidad con fundamentos científicos, fruto de la colaboración de be2 con el IQStat Institute. Se trata de un cuestionario que el usuario ha de completar para poder registrarse, con preguntas acerca de sus hábitos, preferencias y cualidades. Se analiza la psicología del usuario en relación con siete dimensiones: racionalidad - emocionalidad; tradición - innovación; introversión - extroversión; individualidad - voluntad de adaptación; distancia - proximidad; observar - sentir; analizar - relacionar.
A partir de sus respuestas, se establece el perfil de personalidad del usuario que, posteriormente, se compara con el resto de perfiles almacenados en la base de datos a través de un algoritmo de emparejamiento. Se recurre a criterios psicológicos, antropológicos y sociológicos, derivados del  Indicador Myers-Briggs, para determinar qué personas son compatibles entre sí a partir de los resultados del test de personalidad.
Este modelo empresarial se dirige a personas sin pareja mayores de 30 años que deseen comenzar una relación estable.
El porcentaje de éxito de be2 es del 40%, según datos de los propios usuarios, que citan sus motivos de cancelación cuando rescinden la suscripción premium.

## Suscripción premium
El registro, el test de personalidad, la lista de parejas propuestas y el acceso a las fotos (siempre y cuando se haya permitido su visualización) son servicios gratuitos. Para escribir y leer mensajes es necesario adquirir una suscripción premium. Los precios oscilan entre los 19,90 y 34,90€ mensuales, en función del periodo de suscripción que se elija. 

## Crítica
El precio de la suscripción premium suele ser motivo de queja. No obstante, los precios de be2 son muy similares o incluso inferiores a los de otros competidores que ofrecen servicios similares.
Por otra parte, también se critica la renovación automática de la suscripción premium. Se trata de una suscripción que se renueva de manera automática si el cliente no la cancela en tiempo y forma. Es imposible cancelar dicha suscripción ni a través de un fax ni en la misma página web.

## Internacional
be2 es un servicio disponible en 37 países de los cinco continentes: Alemania, Argentina, Australia, Austria, Bélgica, Brasil, Canadá, Chile, Colombia, Croacia, Dinamarca, Estados Unidos, Filipinas, Finlandia, Francia, Holanda, Hong Kong, India, Irlanda, Italia, México, Noruega, Nueva Zelanda, Polonia, Portugal, Gran Bretaña, República Checa, Rusia, Singapur,  Sudáfrica, Suecia, Suiza, Taiwán, Ucrania, Venezuela.